# کایمیت‌ها
کایمیت‌ها یک جفت جزیره واقع در خلیج گوناو خارج از سواحل جنوب‌غربی هایتی هستند. دو جزیره، منحصراً شناخته‌شده با نام‌های کایمیت بزرگ و کایمیت کوچک جمعاً حدود چهل و پنج کیلومتر مربع را شامل می‌شوند. کایمیت‌ها تقریباً سی و پنج کیلومتر در جهت شرقی شهر ژرمی قرار دارند.